# Aída Bortnik

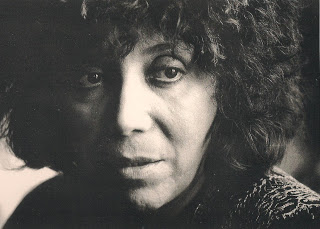
Aída Bortnik

Aída Bortnik (* 7. Januar 1938 in Buenos Aires; † 27. April 2013 ebenda) war eine argentinische Drehbuchautorin und Schriftstellerin.

## Leben
Aída Bortnik wurde 1938 als Tochter ukrainischer Einwanderer in Buenos Aires geboren. Mit 20 fing sie an sowohl Jura, als auch Theater zu studieren, um als Anwältin ihre Leidenschaft als Schauspielerin finanzieren zu können. Sie arbeitete daraufhin einige Jahre als Journalistin. Nachdem sie 1971 erstmals als Drehbuchautorin den Fernsehfilm Sebastián y su amigo el artista geschrieben hatte, adaptierte sie später Mario Benedettis Roman La tregua zu dem Film Der Waffenstillstand, welcher 1975 als Bester fremdsprachiger Film für den Oscar nominiert worden war. Allerdings landete sie ab 1975 auf einer Schwarzen Liste, sodass es ihr untersagt wurde, sowohl ihre Filmkarriere als auch ihren Journalismus auszuüben. Als sie weiterhin von Peróns Militärdiktatur verfolgt wurde, floh sie erst nach Frankreich und anschließend nach Spanien, wo sie mehrere Jahre lebte.
Allerdings hörte sie mit dem Schreiben nicht auf und verarbeitete ihre Erfahrungen unter dem Militärregime und den Schmutzigen Krieg zum Drehbuch von  Die offizielle Geschichte, für das sie 1986 mit einer Oscarnominierung für das Beste Originaldrehbuch geehrt wurde.
Zuletzt veranstaltete Bortnik private Schreib- und Filmanalysekurse.

## Werke
- 1981: Papa Querido
- 1985: Primaveras
- 1988: Domesticados
- 1989: Por La Vida

## Filmografie (Auswahl)
- 1971: Sebastián y su amigo el artista
- 1974: Der Waffenstillstand (La tregua)
- 1975: Im Schatten vieler Jahre (Una mujer)
- 1985: Die offizielle Geschichte (La historia oficial)
- 1986: Armer Schmetterling (Pobre mariposa)
- 1989: Old Gringo

## Auszeichnungen (Auswahl)
Oscar
- 1986: Nominierung für das Beste Originaldrehbuch mit Die offizielle Geschichte